# 李自榮
李自榮（1583年—？年），字元伯，號仁吾，河南汝寧府固始縣人，軍籍，明朝政治人物。

## 生平
萬曆二十八年（1600年）庚子河南鄉試第十二名舉人，萬曆三十八年（1610年）庚戌科會試一百九十三名，廷试三甲第九名進士。吏部觀政，行人司行人，三十九年丁艱去職。四十二年補原職，四十五年內察。

## 家族
曾祖李文；祖父李登；父李希說！壽官耆賓；母汪氏。具慶下。兄向榮（儒官）；世榮；恩榮，弟正榮；國榮；長榮；時榮；方榮；際榮。